# 环十六酮
環十六酮是一種有机化合物，化學式為(CH2)15CO。它是一種環酮，是麝猫麝香味的次要成分。許多相關的衍生物在香水業佔重要地位，尤其是主鏈有烯烴的衍生物，比如灵猫酮、麝香酮和5-环十六烯酮（velvione）。它可以從环十二酮合成出來。